# 松下玲緒菜
松下 玲緒菜（まつした れおな、1999年5月2日 - ）は、女性アイドルグループ・まねきケチャの元メンバーである。担当カラーは赤、属性は炎、まねき獣は猫だった。

## 略歴
2017年5月8日、週刊プレイボーイ（2017年5月22日号）で初グラビアで表紙を飾った。
2019年12月13日、声帯結節の診断を受ける。
2020年5月2日、松下の誕生日に初写真集「いつまでも」が発売。
2022年4月、翌年春をもってまねきケチャを卒業することを発表した。2023年3月20日に卒業記念公演『旅立ち』を開催する。
自身の誕生日である2022年5月2日に2nd写真集「in the seasons」（光文社）を発売。
2023年3月20日、まねきケチャを卒業。所属していた事務所を退社した事を自身のSNSで発表した。
2023年12月15日、ジャストプロに所属した事をSNSで発表した。

## 人物
- 趣味はラーメンや辛いものを食べること、映画鑑賞、カラオケ、自炊[10]。
- 特技として辛さに強いことや、指の小指と人差し指がくっつくこと、テトリスが強いことを挙げている[11]。
- 好きなものは激辛料理、炭水化物、スープカレー、アロマキャンドル、お香、Wi-Fi[12]。
- 嫌いなものはきのこ、生もの、虫、おばけ、髪の毛を乾かすこと、日差し、集合体[13]。
- ファン名称はマタタビー。
- 過去にSKE48のオーディションを受けたことがあるが、それは書類で落選した。その次に受けたのがまねきケチャのオーディションであり、「これは選ばれたい！」 と思いながら臨んだ[14]。
- 小学4年生の頃、AKB48やももいろクローバーZ等がテレビに出演していた時、それを見て、自分自身がアイドルから元気を貰ったりして憧れていたため、「私もそんな存在になりたいなって思った」と公言している[15]。
- 深瀬美桜の顔を見ながら「かわいい」と言ってしまう[15]。
- 中学生のころは美術部に所属していた[14]。
- 最近は空き時間にスタッフとゲームをすることにハマっている。YouTubeのゲーム実況の動画や攻略を見て、研究している[16]。

## 出演

### テレビ
- TOKYO IDOL TV（2016年2月11日、フジテレビ）
- アイドル魂なだれ坂ロック!（2016年9月26日、BSジャパン）
- NEO決戦バラエティ キングちゃん（2017年5月30日・6月6日、テレビ東京）
- 松原タニシのいきなりホラー旅（2020年8月9日ほか、日テレプラス）
- 全力坂（2021年6月28日・7月8日、テレビ朝日）

### ラジオ
- ミュ〜コミ+プラス（2018年7月31日、ニッポン放送）

## 書籍

### 写真集
- いつまでも（2020年5月2日、光文社、撮影：YOROKOBI）ISBN 978-4334902568[17]
- in the seasons（2022年5月2日、光文社、撮影：東 京祐）ISBN 978-4334902964[6]